# منتخب جورجيا لكرة الطائرة للسيدات
منتخب جورجيا لكرة الطائرة للسيدات هو ممثل جورجيا الرسمي في المنافسات الدولية في كرة طائرة للسيدات
.